# أرفيد مولر
أرفيد مولر (بالدنماركية: Arvid Müller)‏ هو كاتب سيناريو دنماركي، ولد في 2 أبريل 1906 في كوبنهاغن في الدنمارك، وتوفي في 1 يوليو 1964 في  في الدنمارك.

## وصلات خارجية
- أرفيد مولر على موقع IMDb (الإنجليزية)
- أرفيد مولر على موقع ميوزك برينز (الإنجليزية)
- أرفيد مولر على موقع قاعدة بيانات الأفلام السويدية (السويدية)
- أرفيد مولر على موقع ديسكوغز (الإنجليزية)
- أرفيد مولر على موقع قاعدة بيانات الفيلم (الإنجليزية)
- أرفيد مولر على موقع كينوبويسك (الروسية)